# フォード・サンダージェットV8
サンダージェットV8 (Thunder Jet V-8) (サンダージェットゔいえいと) は、1967年から20年間にわたりフォード・モーターが大型乗用車及び貨物自動車 (トラック) 用に製造していた自動車エンジンである。
 当記事にて解説する事物は、フォード・モーター内のフォードディビジョンとリンカーンマーキュリーディビジョンでは呼称が異なるが、記事名にはフォードディビジョンの呼称を代表として用いた。
当記事内で、フォード・モーターと表記する場合は自動車製造者を指し、「フォード」とのみ表記する場合は、メイクまたはメイクを冠した全ての自動車を指す。

## 概要
リンカーン専用のリンカーンコンチネンタルV8を代替する目的で開発され、1967年から実用化された大型で高出力のV型8気筒ガソリンエンジンである。採用車種はリンカーンにとどまらず、フォードとマーキュリーのフルサイズカーにも選択設定された。環境問題などに対応するため、多くの新技術が投入され、効率の良いエンジンであったが、1978年から乗用車に適用が始まった「企業平均燃料消費」("Corporate Average Fuel Economy", CAFE) 基準により、急速に広がった乗用車のダウンサイジングのすう勢に必要性が失われ、より小型のクリーブランドエンジンに代替された。それ以降はトラックなど大型車両の動力に用いられたが、ディーゼルエンジンや新型ガソリンエンジンに代替され1998年に製造終了した。
当初より排出ガス対策を包含して開発されているため、同対策用の付加装置は備えていない。その開発の一環として、吸排気効率を高める変則的なバルブ配置が採られており、特徴の一つとなっている。このほか高い燃焼効率やシリンダーブロックの軽量化など、高効率化を主眼に置いた開発要目は多岐にわたっている。また、この徹底的な高効率化によって、競技用の基エンジンとしても優れたものとなった。
このエンジン系列全体を「385」と俗称される場合があるが、これは計画立案時の基本排気量を立方インチで表した社内計画記号に由来する。本来なら表面化することのない記号であるが、計画には外部の部品納入業者が多数関与したため、これらから製造開始前に情報漏えいしたものとフォード・モーターでは考えられている。
オハイオ州ライマのライマエンジン工場 (Ford Lima Engine Plant) で製造された。

## 実用化までの経緯
1960年代初頭から米国では自動車のエンジンに対して、乗用車の利用者が求める豪華装備や各種の便利機能に対応できる「出力の余裕」と、社会全体が求める「大気汚染対策」という二つの求めが並立していた。当時フォード・モーターがリンカーン用に製造していたリンカーンコンチネンタルV8 (排気量7.04リットル (L)) は、高出力ではあるものの、1950年代の基礎設計であるため非常に重く、その出力の余裕分を自らの重量で浪費してしまうのに加え、車両重量を増加させ燃料消費率の低下、ひいては大気汚染物質の大量放出を招いていた。このような状況から、これを代替する時勢に即した新型エンジンとして、1964年秋に開発が着手された。当時リンカーンコンチネンタルV8は排気量増加型 (7.57 L、1965年9月実用化) が開発されており、代替対象としてこれが念頭に置かれた。また同時に、フォードとマーキュリーのフルサイズカー用に開発されていたサンダーバードV8の7 L排気量型 (1965年10月実用化) の将来的な代替も意図された。
開発に当たっては、高級車用エンジンの資質と要件を維持した上での小型軽量化と、吸気、燃焼、排気の高効率化に重点が置かれた。直近に開発されたスモールブロックのチャレンジャーV8が、V型8気筒エンジンとしては非常に優れていることから、シリンダーブロックはこれの拡大設計が基本概念となった。加えて、インディアナポリスエンジンなどの純競技用エンジンの開発で得られた知見を基にシリンダーヘッドが設計された。排出される汚染物質の測定は、アリゾナ州キングマンとミネソタ州ベミジーのフォード・モーター施設で、あらゆる環境を再現し、ガソリンのオクタン価を変えて行われた。

## 構造及び機構
この項では基本機である量産型について記述する。要目が異なる429ボスV8は個別項目を参照のこと。
ガソリンまたは液化石油ガス (以下、LPG) を燃料とするオットーサイクル機関である。シリンダー冷却は加圧水を周囲に強制循環させ、ラジエーターで大気と熱交換する水冷式を採用している。米国製V型8気筒エンジンにおける大きさの階級は、前任のリンカーンコンチネンタルV8と同じビッグブロックであり、ボアピッチも共通している。総排気量は6.06 L (370型)、7.03 L (429型)、7.54 L (460型) の3種類であり、429型を基本にして、シリンダー内径縮小またはピストン行程延伸により、370型と460型の排気量に調整されている。ただし、3型式は全てショートストロークである。
炭化水素と一酸化炭素の排出抑制には、IMCO (Improved Combustion) と呼ばれる、キャブレター、マニホールド、燃焼室、ディストリビューター、これらを一つの装置として燃焼管理する方式が採られており、既存の追加装置である「サーマクター」 ("Thermactor") の空気ポンプは備えていない。
二組の直列4気筒が1本のクランクシャフトを共有し、それぞれ外方へ45度ずつ傾いたV型8気筒配置である。全てのシリンダーとその外周を覆うウォータージャケットは、クランクケースと共に一体鋳造されシリンダーブロックを形成している。鋳造にはダクタイル鋳鉄による薄肉鋳造法が用いられている。クランクケースはスカート深さがメインジャーナル芯水準で終わるハーフスカート式であり、単一の中子で鋳造されている。左右対向気筒のコネクティングロッドはクランクピンを共有しているため、左右気筒列は大端部の厚み量だけ前後に千鳥配置となっている (左が後退、右が前進)。メインベアリングはケルメット (非オーバーレイ加工) のすべりであり、4組のクランクピンに対し、その両脇に全て配されている (フルベアリング)。1961年に実用化されたチャレンジャーV8 (スモールブロック) の開発で得られた知見を踏襲しているため、大きさこそ異なるが、両者の構造設計は近似している。
シリンダーヘッド本体はブロックと同様に、ダクタイル鋳鉄による薄肉鋳造法が用いられている。燃焼室はヘッド側を窪ませて形成されている。吸気ポートと排気ポートは交互配列されており、排気熱の分散が図られている。各ポートの順序は、右気筒列は吸気で始まり排気で終わり、左気筒列は排気で始まり吸気で終わる。吸排気バルブ配置はオーバーヘッドバルブ式であり、気筒当たり吸排気各1本が割り当てられている。動弁機構は、エンジンバレーの底に配された1本のカムシャフト、そのカムに油圧タペットを介して押し上げられるプッシュロッド、その運動方向をヘッド上で反転させバルブを押し下げるシーソー式ロッカーアームで構成されている。タペット以降は各バルブ個別に対応するため、全16組となる。バルブはコイルばねにより閉鎖方向へ押し上げられている。カムシャフトはクランクシャフトからサイレントチェーンで駆動される。
燃焼室は「ヘミウェッジ」("Hemi-Wedge")と呼ばれる独特の形状が採用されている。これは通常のウェッジ型とは異なり、燃焼室の吸気入口と排気出口をそれぞれのマニホールド方向へ寄せ、バルブ配置を中央線から縦方向に吸気は5度、排気は4.5度ずつ扇型に角度をつけ、横方向の傾斜角も吸気15度、排気15.25度と異なる角度で配置しているため、整った二面の天井を成していない。これにより排気ポートの屈曲が緩和されると共に熱源の長さが短縮され、吸気ポートの断面形はプッシュロッドを迂回しながらも終始円形に近い形状を保つことができる。同時に燃焼室内で混合気のスワールとタンブルを効果的に生成し、エンジンバレー側 (ウェッジ (くさび) の鋭角側) に形成される気筒面積の28%を占めるスキッシュエリアと共に、有害物質の排出を最小限に抑えている。点火プラグはウェッジの鈍角側からねじ込まれる。

基本設計の燃料供給装置はオートチョークを備えたオートライト製 (モータークラフト銘) のダウンドラフト式2バレルまたは4バレルキャブレターが1基である。流量は2バレルが350立方フィート毎分 (9.91キロリットル毎分 (kL/min))、4バレルが600立方フィート毎分 (16.99 kL/min) である。4バレル型は二次ベンチュリにエアバルブを備えている。正確な燃料の計量を特徴としており、IMCOの重要な構成要素である。これらは後にEEC-IVエンジン電子制御装置の導入時にマルチポート式燃料噴射 (以下、EFI) に替えられた。

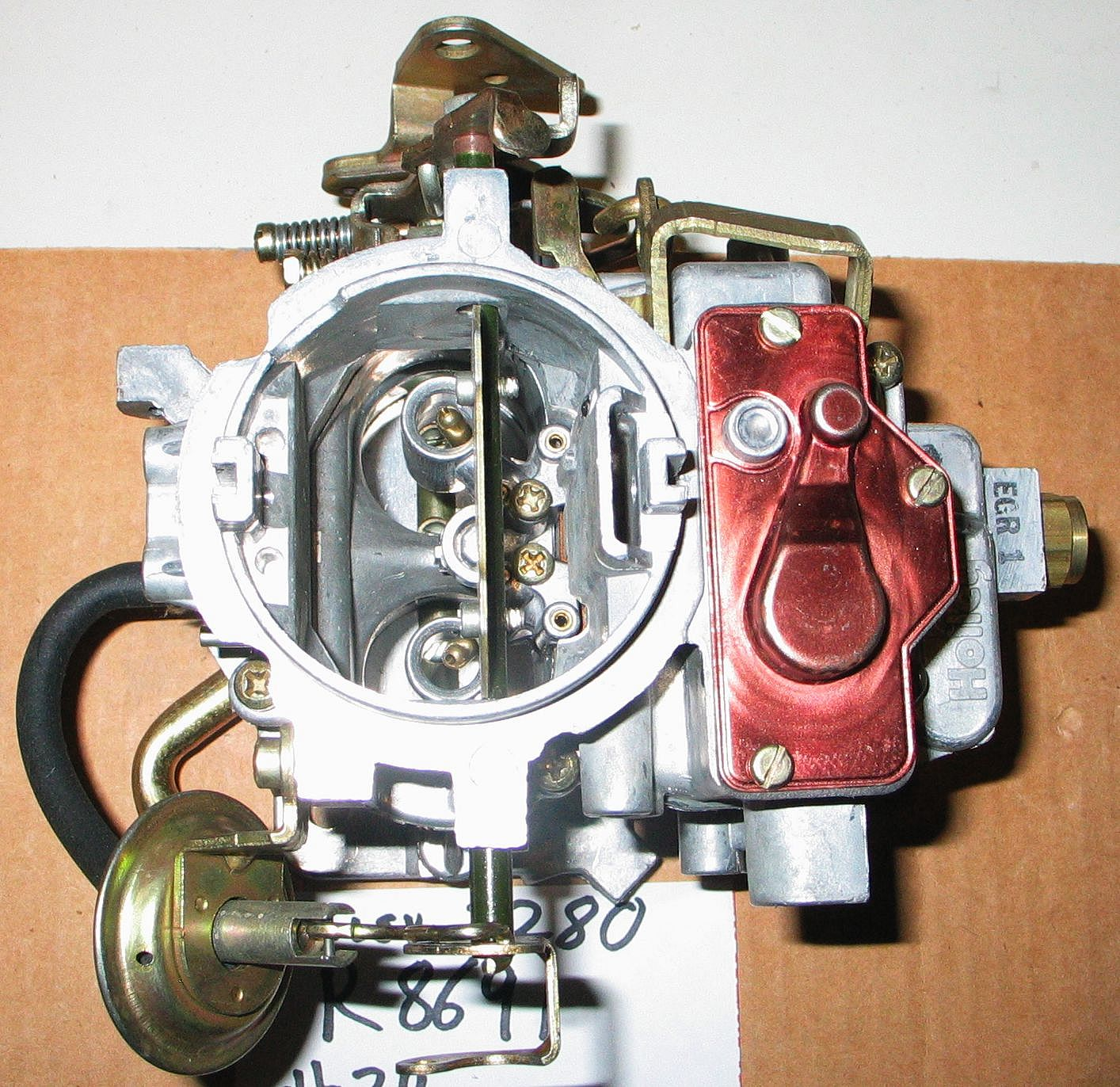
2バレルキャブレター
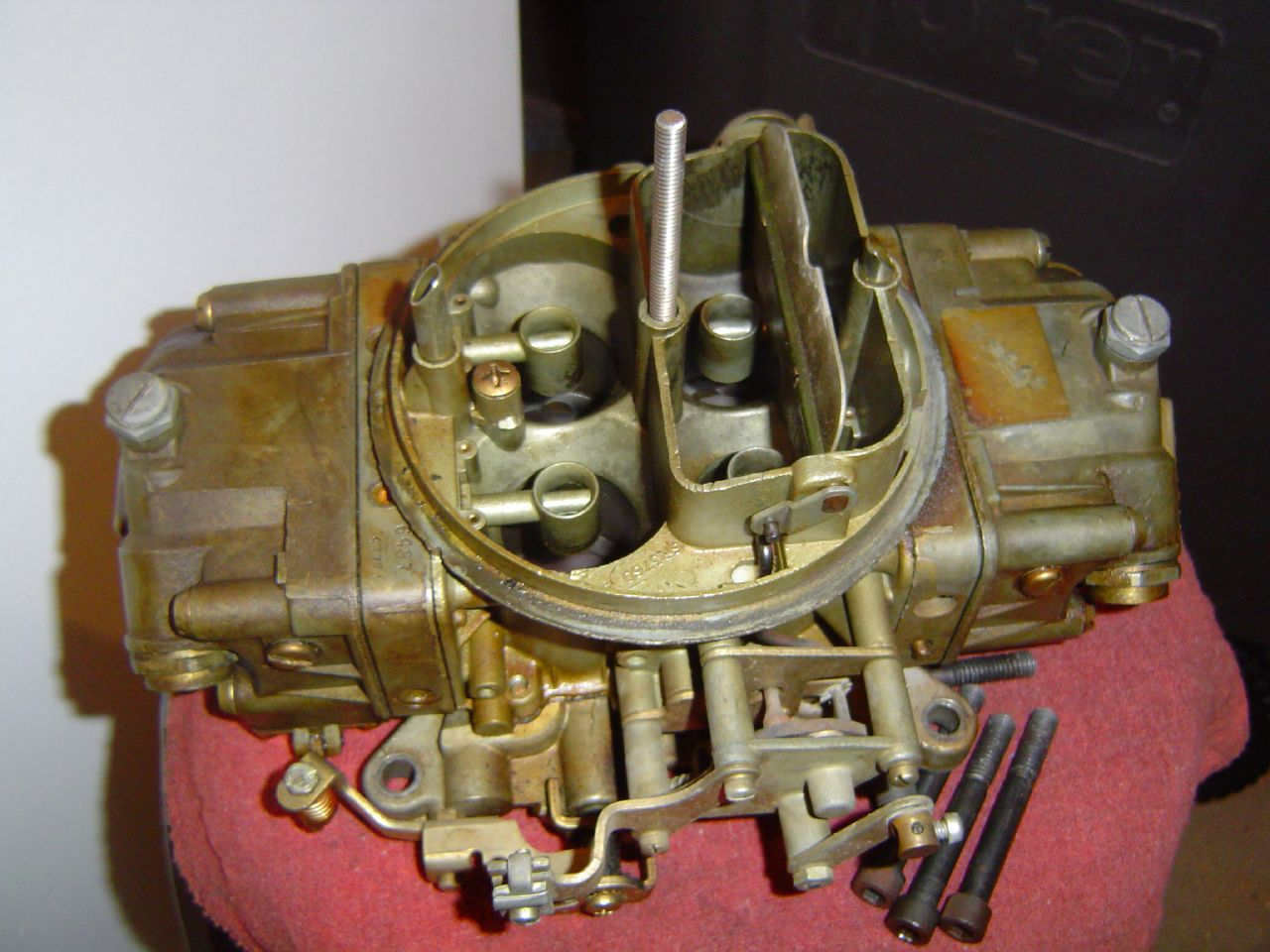
4バレルキャブレター

吸気マニホールドは鋳鉄のデュアルプレーン式であり、タペットとプッシュロッドを内蔵するエンジンバレーの蓋を兼ねている。キャブレターと接続する起立部の直下には、極少量の排気を通過させる流路が設けられており、混合気を温めて気化と分配の均一化を図っている。
ピストンはオートサーミック式であり、アルミニウム合金で一体鋳造されている。冠面形状は基本的にフラット型であるが、個別の型式によっては圧縮比調整のため、長円形の窪み加工が施されている。また、バルブヘッドとの干渉を避ける弓型の彫加工も施されている。ピストンリングは3本構成である。全てピストンピンよりも上に配されており、上から2本が圧力リング、その下がオイルリングである。圧力リングはモリブデン鋼、オイルリングはクロムメッキされた3ピース型である。
コネクティングロッドとキャップは鋼鍛造であり、大端部のベアリングはオーバーレイ加工されたケルメットのすべりである。
クランクシャフトはクロスプレーン式であり、カウンターウェイトと共にダクタイル鋳鉄で一体鋳造されている。前端のブロック外にはプーリー併用のクランクシャフトダンパーを備えている。
ウォーターポンプは冷却ファンと同軸であり、プーリーとVベルトで駆動される。ブロック前端から圧送される冷却水は、ウォータージャケット内のシリンダー周囲を後方へ流れながらデッキを通過して燃焼室周囲を前方へ流れ、吸気マニホールド前端の水路からポンプに戻される。ポンプハウジングは鋳造アルミニウム合金である。
ディストリビューターは点火遅角が可能なデュアルダイヤフラム式であり、IMCOの構成要素である。
オイルポンプは容量の大きな内接歯車式であり、シリンダーブロックに固定され、ディストリビューターからの長軸で駆動される。本体は鋳鉄である。
耐久性において、5年間または5万マイル (8万キロメートル) を保証するため、オイルリングのほかにバルブとオイルポンプにもクロムメッキ (バルブはフラッシュメッキ) が施されており、ウォーターポンプとオルタネーターを駆動するVベルトはデュアルプーリーの2本掛けとなっている。
単体重量は675ポンド (306キログラム (kg)) 前後であり、ビッグブロックで同一ボアピッチのリンカーンコンチネンタルV8に対して59ポンド (27 kg) 軽量であるが、ミディアムブロックでボアピッチが小さくかつ比較的軽量であったサンダーバード428V8に対しては20ポンド (9 kg) の軽量化にとどまった。寸度はリンカーンコンチネンタルV8に対して縦横とも2インチ (5センチメートル (cm)) 以上小さく、高さは7/16インチ (1 cm) 低い。
| サイクル               | オットーサイクル                            |
| シリンダーブロック形式 | 90度V型8気筒5ベアリング                     |
| 吸排気バルブ機構       | OHV (プッシュロッド式)、ターンフロー2バルブ |
| ボアピッチ             | 4.90インチ (12.45 cm)                       |
| ブロックハイト         | 10.30インチ (26.16 cm)                      |
| クランクシャフト形式   | 一体式クロスプレーン                        |
| 潤滑方式               | 圧送ウェットサンプ                          |
| 冷却方式               | 加圧水強制循環式水冷                        |
| 燃料                   | ガソリン、LPG                               |

## 各型

### サンダージェット429V8/ライマV8 (7.0L)
(Thunder Jet 429 V-8/ Lima V-8)

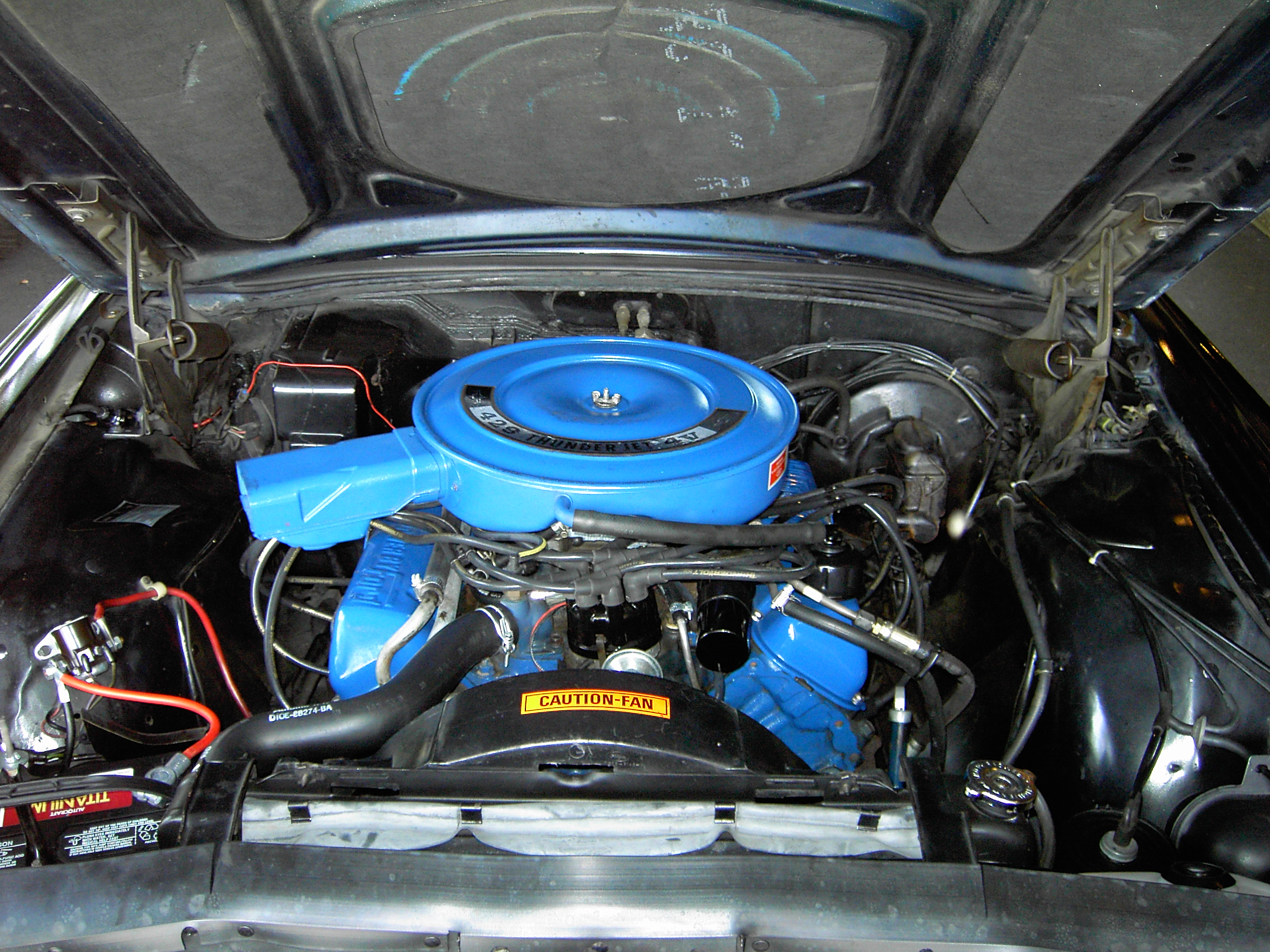
1969年型サンダーバードのサンダージェット429V8

1967年9月 (1968型式年度) に、サンダーバードの選択エンジンとして4バレルキャブレター型 (4V) が実用化された。総排気量は7.03 Lである。同時開発の460 (後述) とシリンダー内径を共有し、ピストン行程が短い。総排気量とパワーステアリングのオイルポンプが外装式である点を除けば、460との差異はほぼない。
1968年9月 (1969型式年度)、多くのフォードとマーキュリーへ選択エンジンとして設定された。同時に2バレルキャブレター型 (2V) も追加で実用化されるが、これは2年間設定された後に廃止された。
1969年9月 (1970型式年度) から2年間、フォードとマーキュリーへ高性能型の「コブラジェット」("Cobra Jet", 以下、CJ) と、ボンネット上の空気摂取口と組み合わせた「コブラジェットラムエア」("Cobra Jet Ram-Air", 以下、CJ-R) が選択設定された。
CJ及びCJ-Rは以下の要素が組み込まれた。
- 11.3対1の圧縮比
- 流量700立方フィート毎分 (19.82 kL/min) のロチェスター・クワドラジェットキャブレター (4バレル)
- ハイライザー吸気マニホールド
- 大径バルブ及びポート
- ハイリフトカム
- デュアルヘッダー型排気マニホールド

この他、バルブとポートが大径になったことで、従来の18ミリメートル (mm) 点火プラグのねじ込み余地がなくなり、14 mm点火プラグが採用されている。
CJ及びCJ-Rはさらに高性能な「ドラッグパック」も選択でき、これを組み込んだエンジンは「スーパーコブラジェット」("Super Cobra Jet", 以下、SCJ) と呼ばれた。
ドラッグパックは以下の要素が組み込まれていた。
- オイルクーラー
- 鍛造アルミニウム合金ピストン
- 4ボルト式メインベアリングキャップ (5番を除く)
- バケット型タペット
- 流量780立方フィート毎分 (22.09 kL/min)のホーリー・4バレルキャブレター

この内、4ボルト式メインベアリングキャップは1971型式年度から通常のCJ、CJ-Rにも採用された。

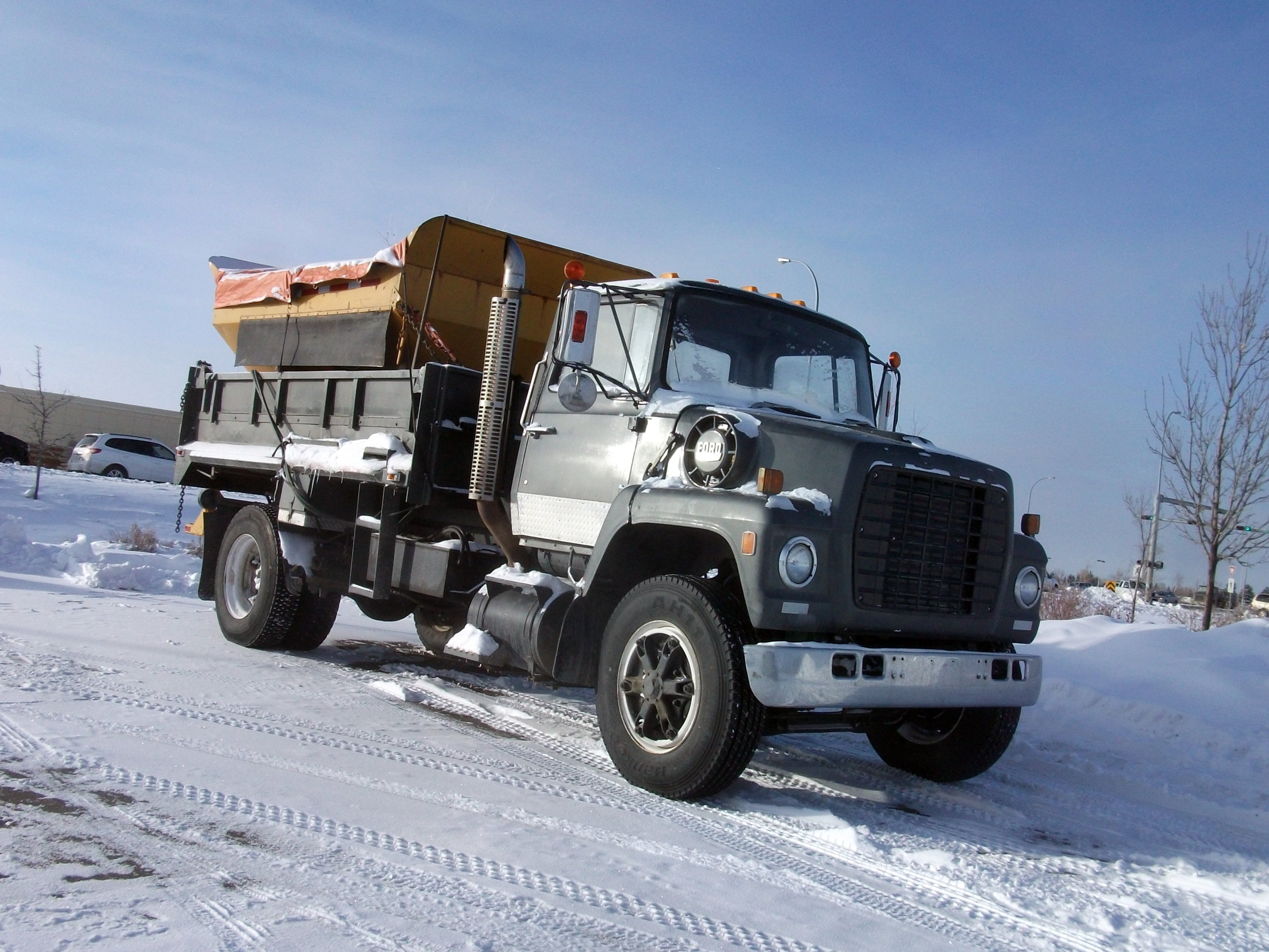
ヘヴィデューティトラック

乗用車用としては1973年を最後に廃止され、製造は一旦終了するが、1979年初頭からミディアムデューティトラック (中型) 及びヘヴィデューティトラック (大型) 向けにライマV8 (Lima V-8) の7.0L型 (7.0L 4V V8) として製造再開される。キャブレターは4バレルである。この時、「デュラスパークII」("DuraSpark II") ソリッドステート点火装置、冷却ファンクラッチ、電子ガバナーなどが採用された。最高出力は4,000回転毎分 (rpm) で223英馬力 (166キロワット (kW))、最大トルクは2,700 rpmで343重量ポンドフィート (465ニュートンメートル (N·m)) (どちらもネット) である。
1980年にLPG燃料型が追加された。
1992年からEFI型 (7.0L EFI V8) となる。最高出力 (ネット) は236英馬力 (176 kW) である。
新型モジュラーエンジンのトライトンV10とディーゼルエンジンに代替され、1998年に製造終了した。
| 総排気量                    | 428.8立方インチ (7,027 立方センチメートル (cm3)) |
| シリンダー内径×ピストン行程 | 4.36インチ (11.09 cm) ×3.59インチ (9.12 cm)      |

| 型式年度 | 圧縮比                           | キャブレター       | 最高出力                                                               | 最大トルク                                                                                       | 備考           |
| -------- | -------------------------------- | ------------------ | ---------------------------------------------------------------------- | ------------------------------------------------------------------------------------------------ | -------------- |
| 1968     | 10.5: 1 (プレミアムガソリン指定) | 4スロート2ステージ | 360英馬力 (268 kW) @ 4,600 rpm グロス                                  | 480重量ポンドフィート (651 N·m) @ 2,800 rpm グロス                                               |                |
| 1969     | 10.5: 1 (プレミアムガソリン指定) | 2スロート1ステージ | 320英馬力 (239 kW) @ 4,400 rpm グロス                                  | 460重量ポンドフィート (624 N·m) @ 2,200 rpm グロス                                               | 2V             |
| 1969     | 10.5: 1 (プレミアムガソリン指定) | 4スロート2ステージ | 360英馬力 (268 kW) @ 4,600 rpm グロス                                  | 480重量ポンドフィート (651 N·m) @ 2,800 rpm グロス                                               | 4V             |
| 1970     | 10.5: 1 (プレミアムガソリン指定) | 2スロート1ステージ | 320英馬力 (239 kW) @ 4,400 rpm グロス                                  | 460重量ポンドフィート (624 N·m) @ 2,200 rpm グロス                                               | 2V             |
| 1970     | 10.5: 1 (プレミアムガソリン指定) | 4スロート2ステージ | 360英馬力 (268 kW) @ 4,600 rpm グロス                                  | 480重量ポンドフィート (651 N·m) @ 2,800 rpm グロス                                               | 4V             |
| 1970     | 11.3: 1 (プレミアムガソリン指定) | 4スロート2ステージ | 370英馬力 (276 kW) @ 5,400 rpm グロス                                  | 450重量ポンドフィート (610 N·m) @ 3,400 rpm グロス                                               | CJ、CJ-R       |
| 1970     | 11.3: 1 (プレミアムガソリン指定) | 4スロート2ステージ | 375英馬力 (280 kW) @ 5,600 rpm グロス                                  | 450重量ポンドフィート (610 N·m) @ 3,400 rpm グロス                                               | SCJ            |
| 1971     | 10.5: 1 (プレミアムガソリン指定) | 4スロート2ステージ | 360英馬力 (268 kW) @ 4,600 rpm) グロス                                 | 480重量ポンドフィート (651 N·m) @ 2,800 rpm グロス                                               |                |
| 1971     | 11.3: 1 (プレミアムガソリン指定) | 4スロート2ステージ | 370英馬力 (276 kW) @ 5,400 rpm グロス                                  | 450重量ポンドフィート (610 N·m) @ 3,400 rpm グロス                                               | CJ、CJ-R       |
| 1971     | 11.3: 1 (プレミアムガソリン指定) | 4スロート2ステージ | 375英馬力 (280 kW) @ 5,600 rpm グロス                                  | 450重量ポンドフィート (610 N·m) @ 3,400 rpm グロス                                               | SCJ            |
| 1972     | 8.5: 1                           | 4スロート2ステージ | 208英馬力 (155 kW) @ 4,400 rpm - 212英馬力 (158 kW) @ 4,400 rpm ネット | 322重量ポンドフィート (437 N·m) @ 2,800 rpm - 327重量ポンドフィート (443 N·m) @ 2,600 rpm ネット |                |
| 1973     | 8.0: 1                           | 4スロート2ステージ | 197英馬力 (147 kW) @ 4,400 rpm - 202英馬力 (151 kW) @ 4,400 rpm ネット | 320重量ポンドフィート (434 N·m) @2,600 rpm - 320重量ポンドフィート @ 2,800 rpm ネット            |                |
| 1973     | 8.5: 1                           | 4スロート2ステージ | 211英馬力 (155 kW) @ 4,400 rpm ネット                                  | 327重量ポンドフィート (443 N·m) @ 2,600 rpm ネット                                               | サンダーバード |

### 460V8
(460 V-8)

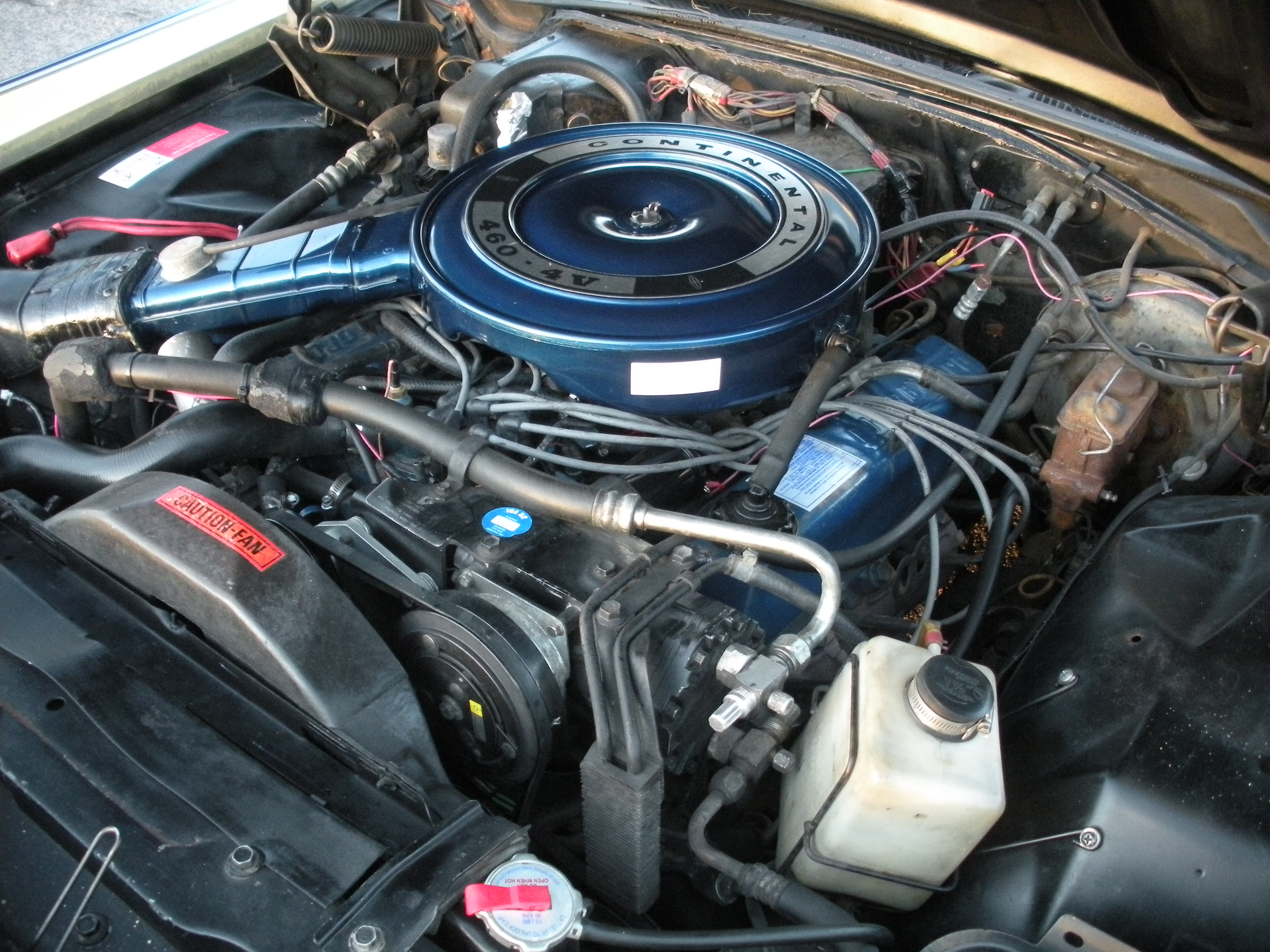
1971年型コンチネンタルマークIIIの460V8

1968年4月 (1969型式年度) にコンチネンタルマークIII専用の標準エンジンとして実用化された。同時開発の429とシリンダー内径を共有し、ピストン行程が長い。総排気量は7.54 Lである。パワーステアリングのオイルポンプはクランクシャフトで直接駆動される組込み式である。
1971年9月 (1972型式年度) からフォードとマーキュリーに選択設定され、1973年9月 (1974型式年度) からF-100及びF-150ライトデューティ (小型) トラックにもカリフォルニアを除く州で設定された。また無接点のソリッドステート点火装置が採用され、炭化水素の排出削減と利便性が高まった。F-100の最高出力は4,200 rpmで238英馬力 (177 kW)、最大トルクは2,600 rpmで380重量ポンドフィート (515 N·m)、圧縮比は8.0対1である。
1978年に乗用車から廃止され、これ以降トラック、バン、モーターホーム用となる。
1988年からEFI型 (7.5L EFI V8) となる。最高出力は3,600 rpmで230英馬力 (172kW)、最大トルクは2,200 rpmで390ポンドフィート (529 N·m) (1991年型、いずれもネット) である。
新型モジュラーエンジンのトライトンV10に代替され、1997年に製造終了した。
| 総排気量                    | 459.8立方インチ (7,536 cm3)                 |
| シリンダー内径×ピストン行程 | 4.36インチ (11.09 cm) ×3.85インチ (9.80 cm) |

| 型式年度    | 圧縮比                           | キャブレター       | 最高出力                                                               | 最大トルク                                                                                       | 備考                             |
| ----------- | -------------------------------- | ------------------ | ---------------------------------------------------------------------- | ------------------------------------------------------------------------------------------------ | -------------------------------- |
| 1968 - 1971 | 10.5: 1 (プレミアムガソリン指定) | 4スロート2ステージ | 365英馬力 (272 kW) @ 4,600 rpm グロス                                  | 480重量ポンドフィート (651 N·m) @ 2,800 rpm グロス                                               |                                  |
| 1972        | 8.5: 1                           | 4スロート2ステージ | 212英馬力 (158 kW) @ 4,400 rpm - 224英馬力 (167 kW) @ 4,400 rpm ネット | 342重量ポンドフィート (464 N·m) @ 2,600 rpm - 358重量ポンドフィート (485 N·m) @ 2,800 rpm ネット |                                  |
| 1973        | 8.0: 1                           | 4スロート2ステージ | 208英馬力 (155 kW) @ 4,400 rpm - 219英馬力 (163 kW) @ 4,400 rpm ネット | 338重量ポンドフィート (458 N·m) @ 2,800 rpm - 338重量ポンドフィート @ 2,800 rpm ネット           |                                  |
| 1973        | 8.8: 1                           | 4スロート2ステージ | 269英馬力 (201 kW) @ 4,600 rpm ネット                                  | 388重量ポンドフィート (526 N·m) @ 2,800 rpm ネット                                               | ポリスインターセプタースペシャル |
| 1974        | 8.0: 1                           | 4スロート2ステージ | 215英馬力 (160 kW) @ 4,000 rpm - 220英馬力 (164 kW) @ 4,000 rpm ネット | 350重量ポンドフィート (475 N·m) @ 2600 rpm - 355重量ポンドフィート (481 N·m) @ 2600 rpm ネット   |                                  |
| 1974        | 8.8: 1                           | 4スロート2ステージ | 260英馬力 (194 kW) @ 4,400 rpm ネット                                  | 380重量ポンドフィート (515 N·m) @ 2,700 rpm ネット                                               | ポリスインターセプタースペシャル |
| 1975        | 8.0: 1                           | 4スロート2ステージ | 194英馬力 (145 kW) @ 3,800 rpm - 224英馬力 (167 kW) @ 4,000 rpm ネット | 347重量ポンドフィート (471 N·m) @ 2600 rpm - 370重量ポンドフィート (502 N·m) @ 2,600 rpm ネット  |                                  |
| 1975        | 8.8: 1                           | 4スロート2ステージ | 226英馬力 (169 kW) @ 4,000 rpm ネット                                  | 374重量ポンドフィート (502 N·m) @ 2,600 rpm ネット                                               | ポリスインターセプタースペシャル |
| 1976        | 8.0: 1                           | 4スロート2ステージ | 202英馬力 (151 kW) @ 3800 rpm ネット                                   | 353重量ポンドフィート (478 N·m) @ 1,600 rpm ネット                                               |                                  |
| 1976        | 8.0: 1                           | 4スロート2ステージ | 226英馬力 (169 kW) @ 3,800 rpm ネット                                  | 371重量ポンドフィート (503 N·m) @ 1,600 rpm ネット                                               | ポリスインターセプタースペシャル |
| 1977        | 8.0: 1                           | 4スロート2ステージ | 197英馬力 (147 kW) @ 4,000 rpm - 208英馬力 (155 kW) @ 4,000 rpm ネット | 353重量ポンドフィート (353 N·m) @ 2,000 rpm - 356重量ポンドフィート (483 N·m) @ 2,000 rpm ネット |                                  |
| 1978        | 8.0: 1                           | 4スロート2ステージ | 202英馬力 (151 kW) @ 4,000 rpm - 210英馬力 (157 kW) @ 4,200 rpm ネット | 348重量ポンドフィート (472 N·m) @ 2,000 rpm - 357重量ポンドフィート (484 N·m) @ 2,200 rpm ネット |                                  |

### 429ボスV8
(429 Boss V-8)

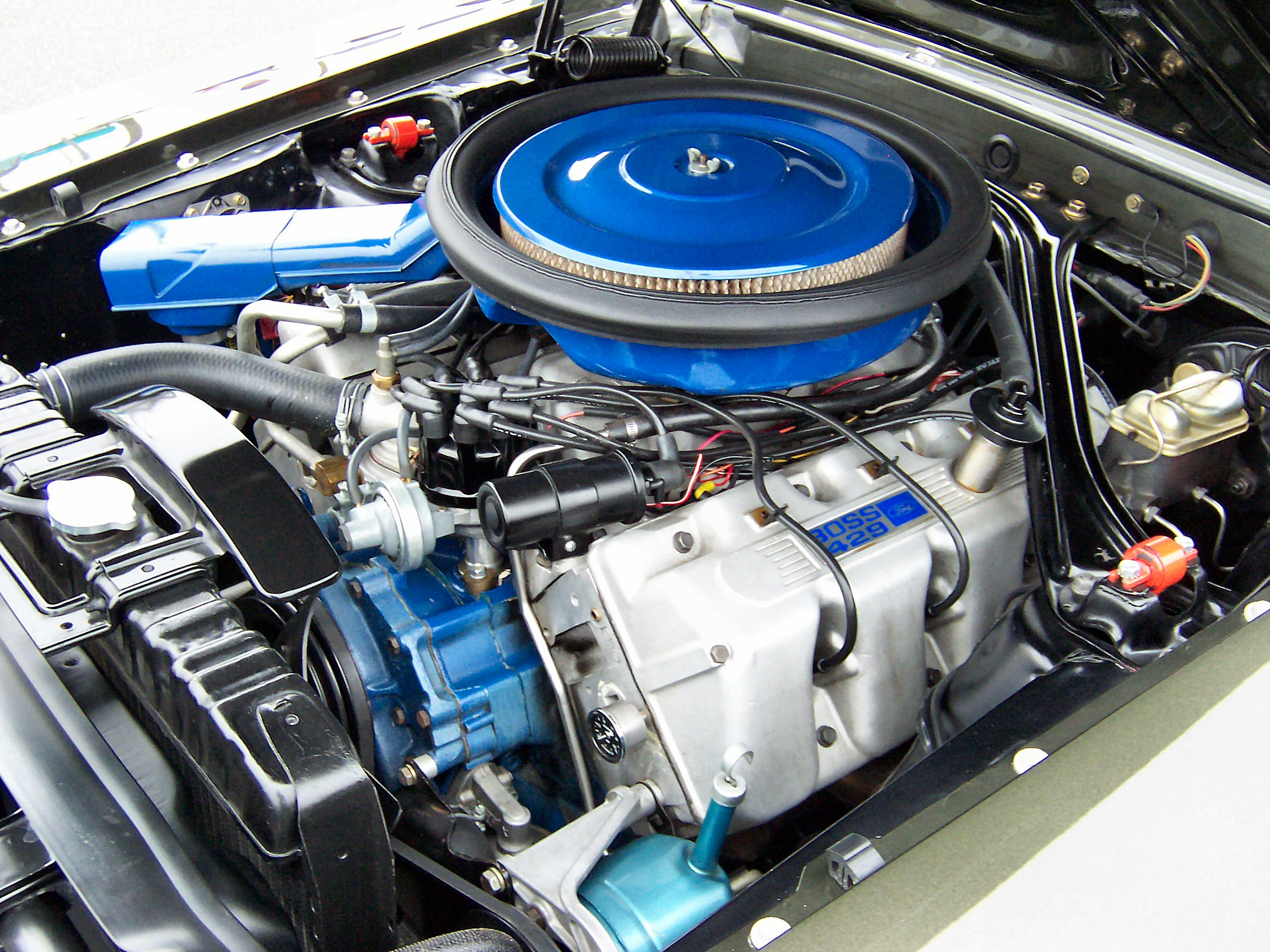
429ボスV8

1960年代後半に、NASCARグランドナショナル選手権 (以下、グランドナショナル) 用のエンジンであるサンダーバード427ハイパフォーマンスV8 (以下、427) の後継機として、グランドナショナルの運用承認を取得する目的のみで開発された競技用特殊エンジンである。

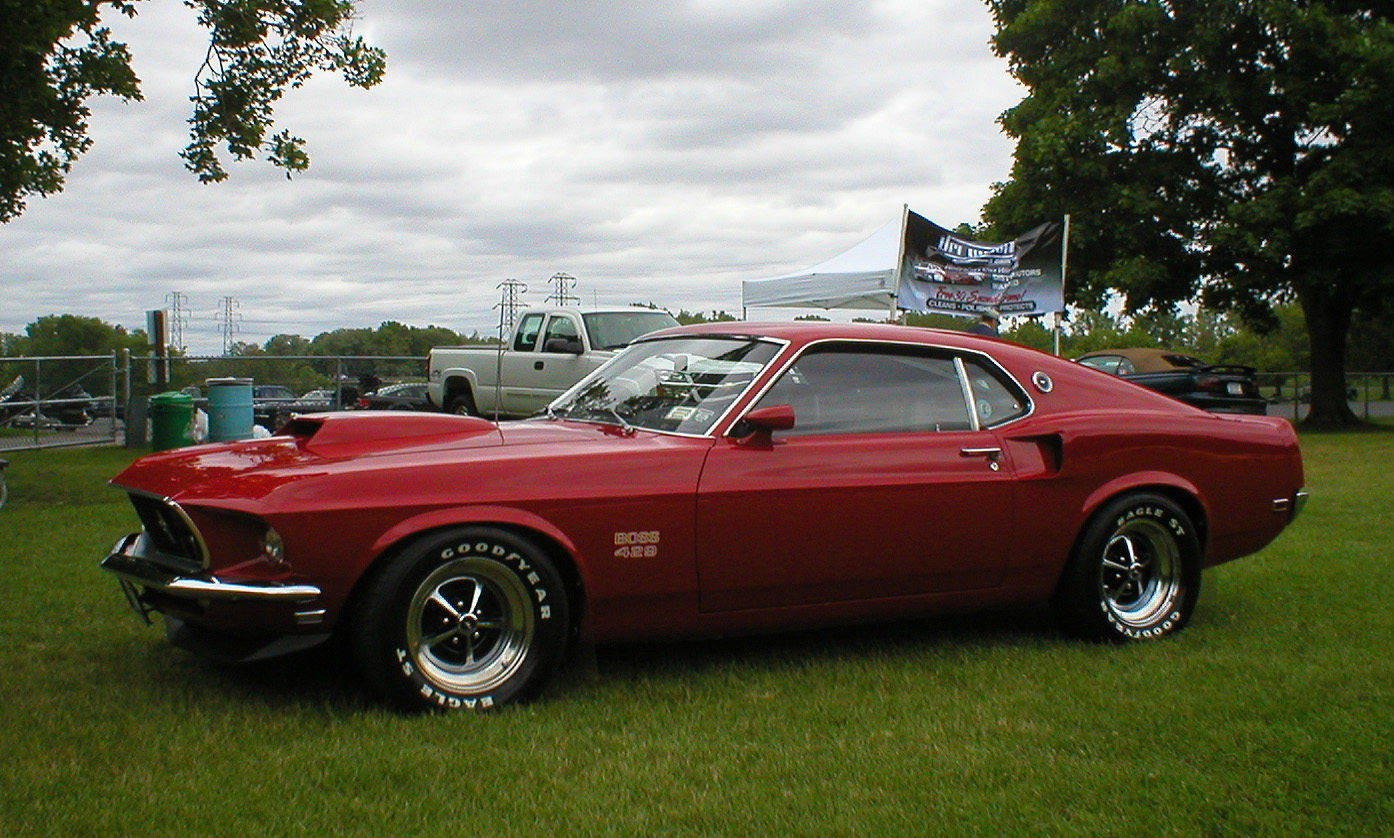
マスタングボス429

1969型式年度向けに859機、'70型式年度向けに449機が製造された。シャシへの組付けは通常の完成車製造工程とは異なり、完成車として出荷状態となったマスタングマッハ1をカークラフト (Kar-Kraft)に入荷し、エンジン交換を行いマスタングボス429として再出荷していた。因みに、'69型式年度はエンジン名を429CIDコブラジェットHO (429-CID Cobra Jet HO) と称していた。

#### 429ボスV8が開発された背景
米国の自動車スポーツでは最も高い関心を集めるグランドナショナルにおいて、1963年と1964年の両年度にフォード・モーターは競技用特殊エンジンの427を擁して製造者タイトルを獲得していた。しかし、1964年にクライスラーが投入した426ヘミヘッド (426 Hemi Head) は非常に有力であり、フォード・モーターの優勢を脅かし始めた。これを重大な脅威と捉えたフォード・モーターは427をオーバーヘッドカムシャフト式に改めた427SOHCを開発するも、グランドナショナル主催者の全米ストックカーオートレーシング協会 (National Association for Stock Car Auto Racing) はこれを承認しなかった。同様にクライスラーも426ヘミヘッドの承認問題で1965年度の前半を一時撤退したため、同年度はフォード・モーターが製造者タイトルを獲得できたが、1966年度から426ヘミヘッドの正式承認を受けてクライスラーが本格復帰することが確実となり、427の後継機は喫緊の課題であった。
当時開発が進んでいた385計画 (後のサンダージェット429V8) は427後継機として有力と考えられており、またできるだけ量産状態を保持したままで高い競技成績を上げることは、販売戦略上も理想であった。このため手始めに競技用特殊コネクティングロッド、鍛造されたクランクシャフトとピストンなどを開発し、メインベアリングキャップを4ボルト式に変更、給油経路の拡大などを試みるも、基のヘミウェッジ燃焼室のままでは426ヘミヘッドに対抗できる出力は得られなかった。そこで1968年初頭に、シリンダーヘッドを半球型に変更し、構造、機構の設計を刷新することが決定した。

#### 429ボスV8の構造及び機構
シリンダーブロックは量産429型を踏襲しており、1番から4番までの隔壁が増厚され4ボルト式メインベアリングキャップが採用された程度の差異であるが、シリンダーヘッドは根本的に設計が異なり、素材も鋳造アルミニウム合金が採用されている。燃焼室は「クレシェント」 (三日月) と呼ばれる半球型であり、吸気と排気の各ポートは量産型のヘミウェッジよりも更に左右方向へ大きく寄せられ、挟み角がとられたバルブ配置によりクロスフローとなっている。ただし、同じくクロスフローの427SOHCは吸入から排出までの軸線がエンジン軸線に直交しており、このバルブ配置を針時計の3時と9時に例えるなら、当機のそれは凡そ2時と8時の配置であり、軸線は斜交している。燃焼室の両脇には広いスキッシュエリアが形成されているため、従来の18 mm 点火プラグではねじ込み場所を確保できず、14 mm点火プラグが採用されている。ヘッドガスケットを排し、燃焼室の気密には周囲に彫られた溝にはめ込むメタル中空Oリング、潤滑油路の油密にはネオプレンOリングがそれぞれ採用されている。また、ドライデッキ式とするため、冷却水路はネオプレンOリングとシリコン封止剤のビードで閉鎖されている。
量産429型のプッシュロッド機構を踏襲したまま、ロッカーアームの長さと配置を変更して彼我に向き合うバルブを制御している。ロッカーアームは鍛造鋼である。吸気バルブはヘッドの直径が2.28インチ (5.79 cm)でステムは中空、同じく排気バルブは1.90インチ (4.83センチメートル)でナトリウム封入である。ヘッド本体がアルミニウム合金であるため、硬鋼のバルブシートと軟鋼のバルブガイドがはめ込まれている。タペットは1969年型は量産429型と同じ油圧式であるが、1970年型はバケット型に変更された。
クランクシャフトは量産機と同じく鋼のクロスプレーン式であるが、量産機の鋳造に対し鍛造となっている。メインジャーナルとクランクピンにはクロスドリル加工による油孔が設けられている。ピストンは鍛造アルミニウム合金であり、冠面は緩い凸レンズ型を成し、バルブヘッドとの干渉を避ける弓型の彫加工が施されている。なお、1969年型と1970年型ではコネクティングロッドの長さとジャーナル幅が異なるため、ピストンの圧縮高さとクランクピン幅も同様に異なる。
キャブレターは流量735立方フィート毎分 (20.81 kL/ min) のホーリー製ダウンドラフト4バレル1基である。吸気マニホールドは点火位相が180度となる4気筒の2組を個別のプレナム室に分割し、それぞれに一次、二次スロートを与えている (デュアルプレーン式)。
ロッカーカバー、吸気マニホールド、オイルパン、オイルポンプ構成部品に鋳造アルミニウム合金が用いられており、単体重量は鋳鉄シリンダーヘッドの427と同等の600ポンド (272 kg) 強である。
| 型式年度 | 圧縮比                           | キャブレター       | 最高出力                              | 最大トルク                                         | 備考 |
| -------- | -------------------------------- | ------------------ | ------------------------------------- | -------------------------------------------------- | ---- |
| 1969     | 10.5: 1 (プレミアムガソリン指定) | 4スロート2ステージ | 375英馬力 (280 kW) グロス             | 410重量ポンドフィート (556 N·m) @ 3,400 rpm グロス |      |
| 1970     | 10.5: 1 (プレミアムガソリン指定) | 4スロート2ステージ | 375英馬力 (280 kW) @ 5,200 rpm グロス | 450重量ポンドフィート (610 N·m) @ 3,400 rpm グロス |      |

#### モータースポーツ

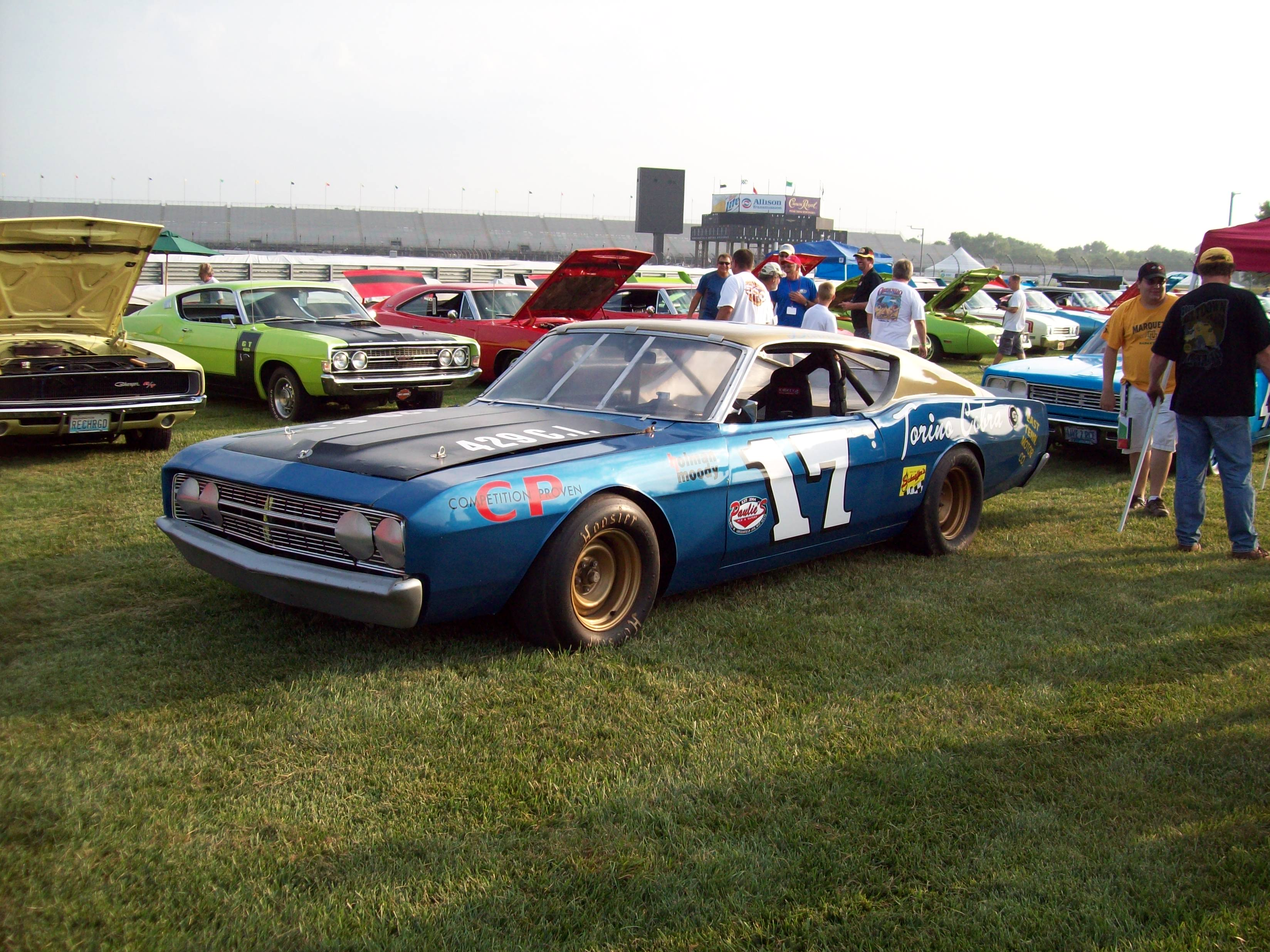
1969年度チャンピオン、デイヴィッド・ピアソンのトリノタラデガ

潤滑方式はドライサンプに変更され、オイルポンプには427GTと同じ外接歯車式が採用されている。キャブレターは流量850立方フィート毎分 (24.07 kL/ min) のホーリー製ダウンドラフト4バレルであり、吸気マニホールドはショートトラック用のチャンバー式と高速トラック用のシングルプレーン式が用意された。タペットは軽量で構造が単純なバケット型に変更されている。圧縮比は12.5対1に高められ、最高出力7,000 rpmで650英馬力 (485 kW) 以上である。
54戦で行われた1969年度グランドナショナルにおいて、429ボスV8を擁するフォード・モーターは26戦に優勝し、製造者タイトルを獲得した。

### RX412
(RX-412)
1969年後半に実用化された二座席レーシングカー用の純競技用エンジンである。当時のカナディアンアメリカン・チャレンジカップにおいて、最有力エンジンの地位を確保していたシボレー・ビッグブロック (オールアルミ) に対抗すべく開発された。RX412の開発記号が付与されている。ロッカーカバーの銘板は「429BOSS」のまま運用された。
シリンダーヘッドは429ボスV8と基本的に同じであるが、シリンダーブロックは鋳造アルミニウム合金であり、シリンダーには鋼のドライライナーが打ち込まれている。シリンダー内径は4.52インチ (11.48 cm)、ピストン行程は3.85インチ (9.80 cm) (460と同じ)、総排気量は494.2立方インチ (8,099 cm3) である。燃料供給装置にはルーカス製の燃料噴射装置が採用されている。最高出力は7,000 rpmで674英馬力 (503 kW) である。
1969年度シリーズの最後の3戦で運用され、マリオ・アンドレッティとジャック・ブラバムがそれぞれ1度ずつ3位に入賞した。

### ライマV8 (6.1L)
(Lima V-8)

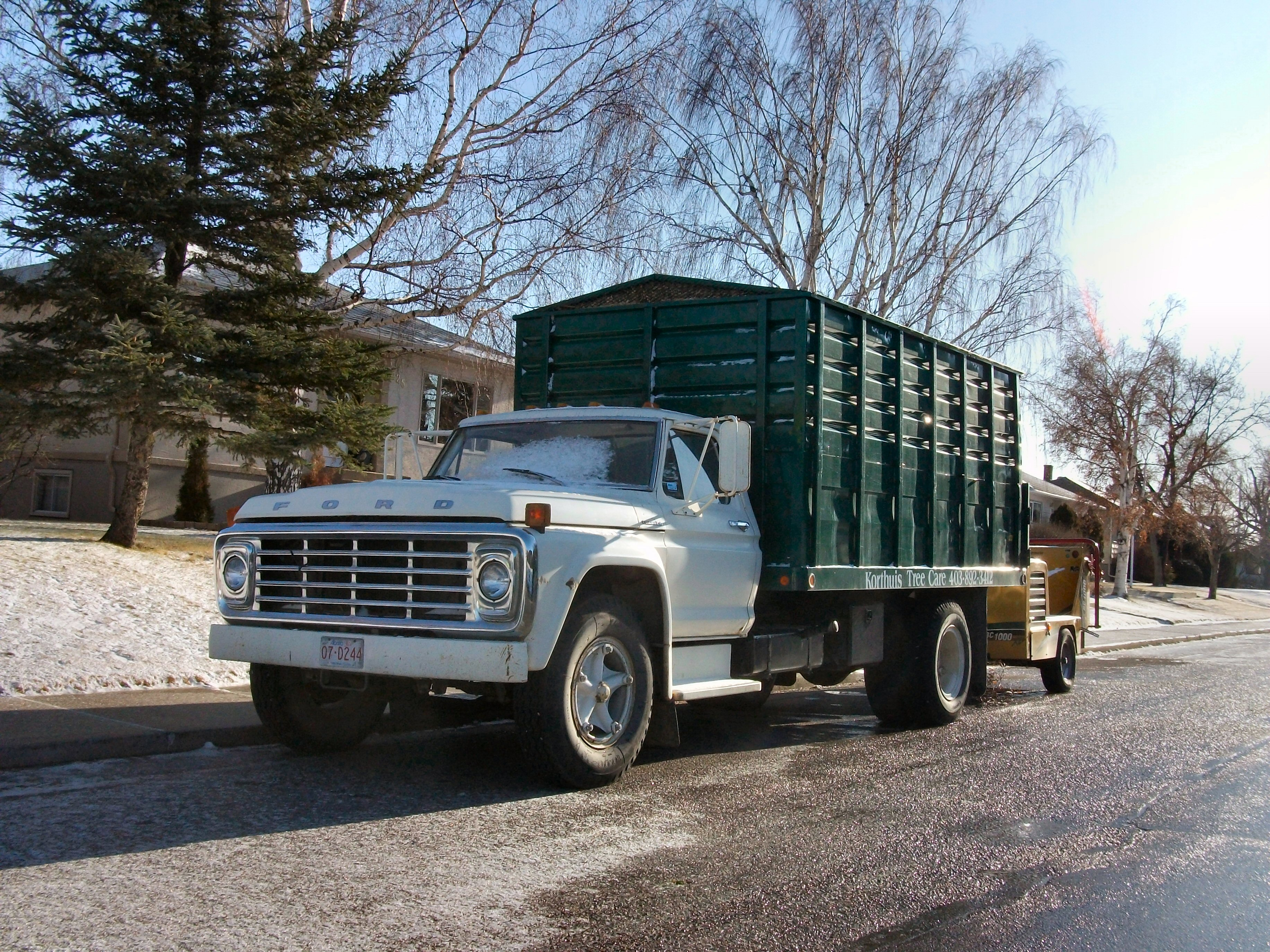
ミディアムデューティトラック

1979年初頭からミディアムデューティトラック及びヘヴィデューティトラック向けにライマV8の6.1L型として実用化された。7.0L型とピストン行程を共有し、シリンダー内径が小さく、総排気量は6.06 Lである。キャブレターは2バレルと4バレルの2種類が用意されており、それぞれ「6.1L 2V V8」、「6.1L 4V V8」と呼称される。「デュラスパークII」ソリッドステート式点火装置、冷却ファンクラッチ、電子調速機などが採用されている。最高出力 (ネット) は3,600 rpmで2Vが160英馬力 (119 kW)、4Vが194英馬力 (145 kW)、最大トルク (ネット) は2Vが2,400 rpmで266重量ポンドフィート (361 N·m)、4Vが2,900 rpmで299重量ポンドフィート (405 N·m) である。
1980年にLPG燃料型 (4バレルキャブレター) が追加された。
ディーゼルエンジンに代替され、1991年に製造終了した。
| 総排気量                    | 370.0立方インチ (6,063 cm3)                 |
| シリンダー内径×ピストン行程 | 4.05インチ (10.29 cm) ×3.59インチ (9.12 cm) |